# Pietro Lombardi (architetto)
Pietro Lombardi (Roma, 30 luglio 1894 – Roma, 5 febbraio 1984) è stato un architetto e scultore italiano, noto soprattutto per essere stato autore di svariate fontane moderne a Roma.

## Biografia
Dopo aver conseguito il diploma di disegnatore presso la scuola professionale del San Michele, Lombardi si diplomò professore di Architettura all'Accademia di Belle Arti di Roma nel 1920, l'anno prima che il titolo venisse convertito in laurea.
Collaboratore inizialmente negli studi di Armando Brasini, di Carlo Broggi e di Pio e Marcello Piacentini, ebbe il suo primo riconoscimento ufficiale con la vittoria al Concorso nazionale per nuove fontane a Roma nel 1925, conseguita in virtù del suo progetto della Fontana delle Anfore a Testaccio. Grazie a questa realizzazione, nel 1927 Lombardi ottenne dal governatorato di Roma l'incarico di progettare nuove fontane anche per i rioni di Monti, Campo Marzio, Sant'Eustachio, Pigna, Ripa, Trastevere, Borgo (quest'ultimo con tre fontane), oltreché per il quartiere Tiburtino, caratterizzate da una simbologia che rimandava a emblemi o attività tradizionali dei rioni stessi.

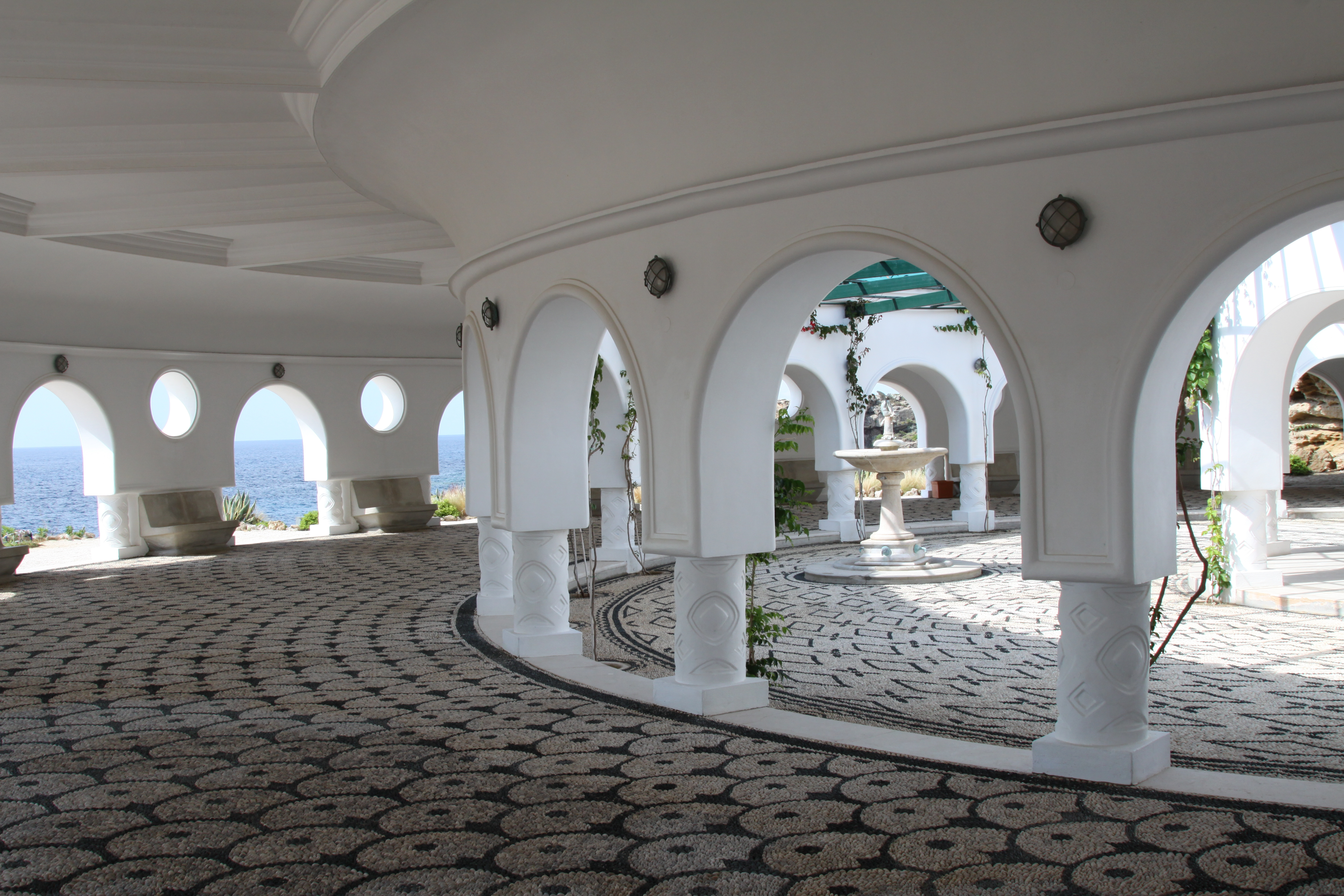
Terme di Kallitea (Rodi)

Esse permangono tuttora nella loro collocazione originaria, eccettuate solo una delle tre fontane di Borgo (quella in piazza Scossacavalli, smontata nel 1937 con l'abbattimento della spina di Borgo per l'apertura di via della Conciliazione e spostata nel 1964 su via Cassia in zona Tomba di Nerone) e la fontana del Tiburtino (in piazzale del Verano, andò distrutta nel bombardamento del 1943).
Nel 1928 seguì l'incarico per le fontane dei rioni Ponte, Regola, Campitelli e del quartiere Nomentano, oltre che per un'altra fontana nel rione Campo Marzio e una "Fontana dei Fiumi" in piazza Indipendenza, tutti progetti che però non furono realizzati.
Negli anni trenta fu molto attivo in ambito coloniale, in particolare a Rodi (dove restaurò il centro storico e realizzò il complesso termale di Calitea) e in esposizioni, mostre e fiere governative.
Nel dopoguerra partecipò al restauro del Ponte di Ariccia (1949) e alla ristrutturazione dell'aeroporto di Ciampino (1950), ma proseguì l'attività soprattutto nel campo dell'edilizia residenziale.
Morì nel 1984, lasciando due figli: Ferruccio, ingegnere, e Leonardo, geologo.

## Opere
- Terme di Calitea, Rodi.

### Fontane di Roma
- Fontana dei Monti, in via di San Vito, R. I Monti
- Fontana degli Artisti, in via Margutta, R. IV Campo Marzio
- Fontana dei Libri, in via degli Staderari,[4] R. VIII Sant'Eustachio
- Fontana della Pigna, in piazza di San Marco, R. IX Pigna
- Fontana del Timone, in lungotevere Ripa, R. XII Ripa[5]
- Fontana della Botte, in via della Cisterna, R. XIII Trastevere
- Fontana delle Tiare, in largo del Colonnato, R. XIV Borgo
- Fontana delle Palle di cannone, in via di Porta Castello, R. XIV Borgo[6]
- Fontana delle Anfore, in piazza Testaccio, R. XX Testaccio
- Fontana del Tiburtino, in piazzale del Verano (distrutta nel 1943)

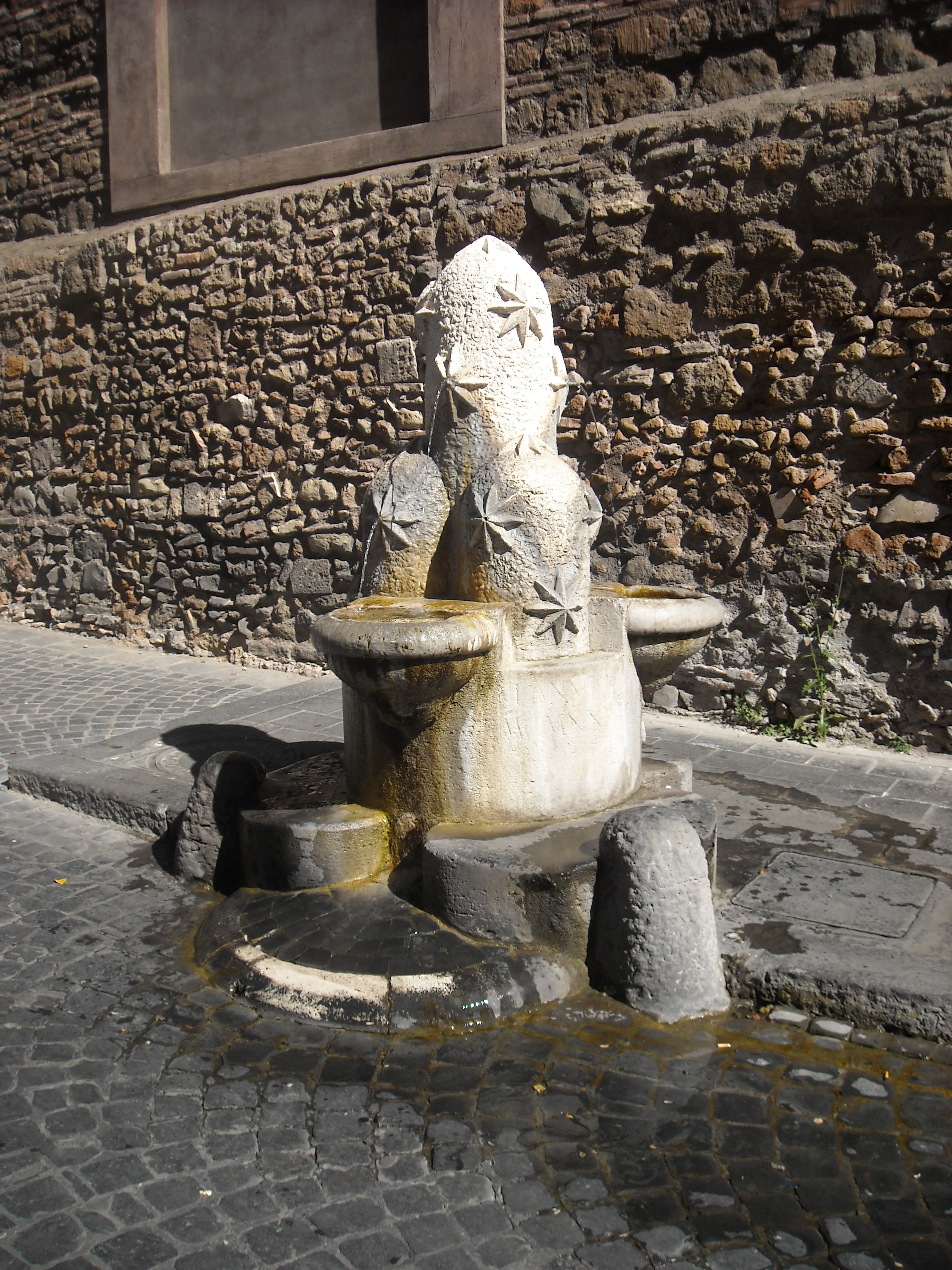
Fontana dei Monti in via di San Vito, R. I Monti
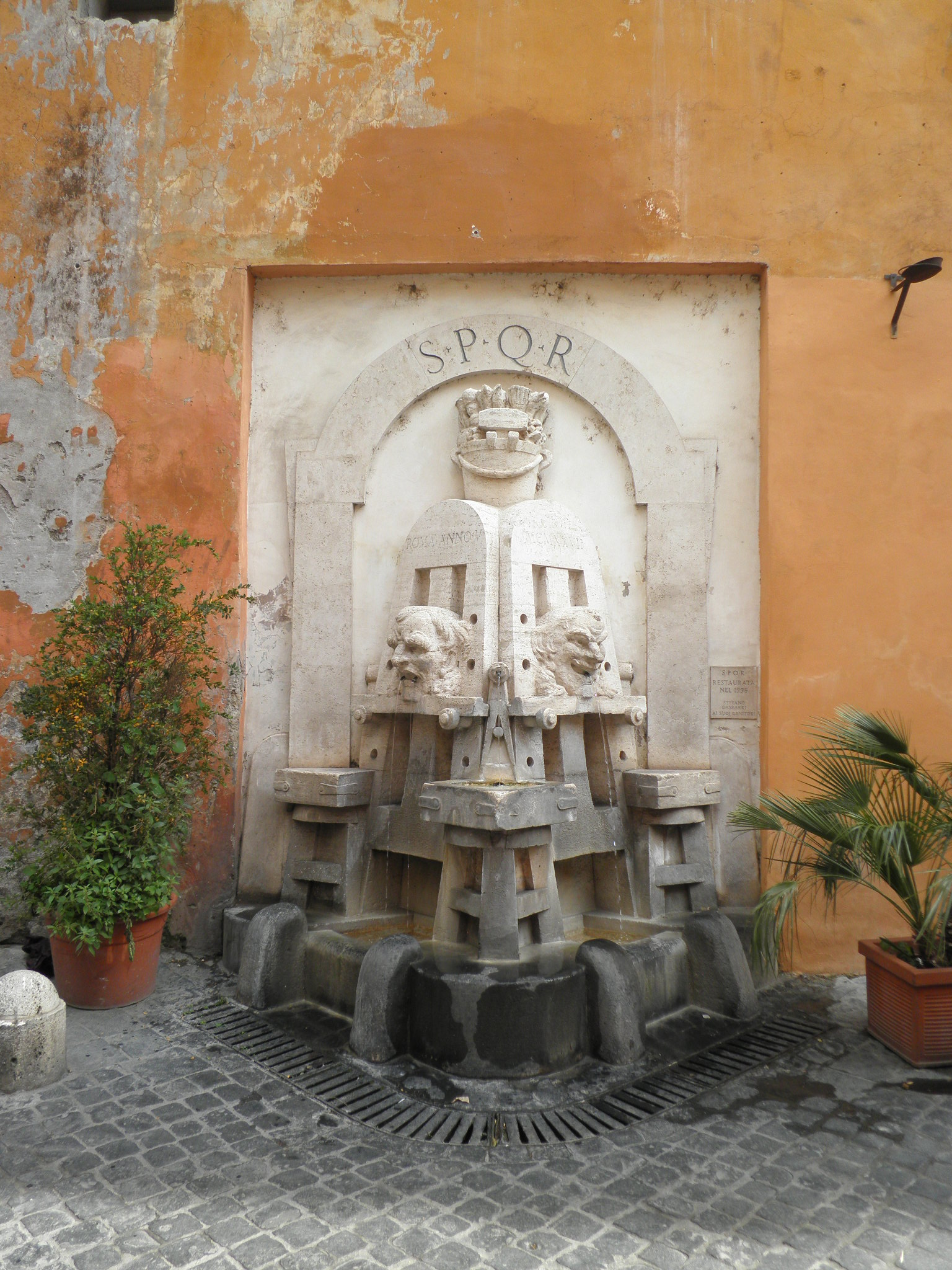
Fontana degli Artisti in via Margutta, R. IV Campo Marzio
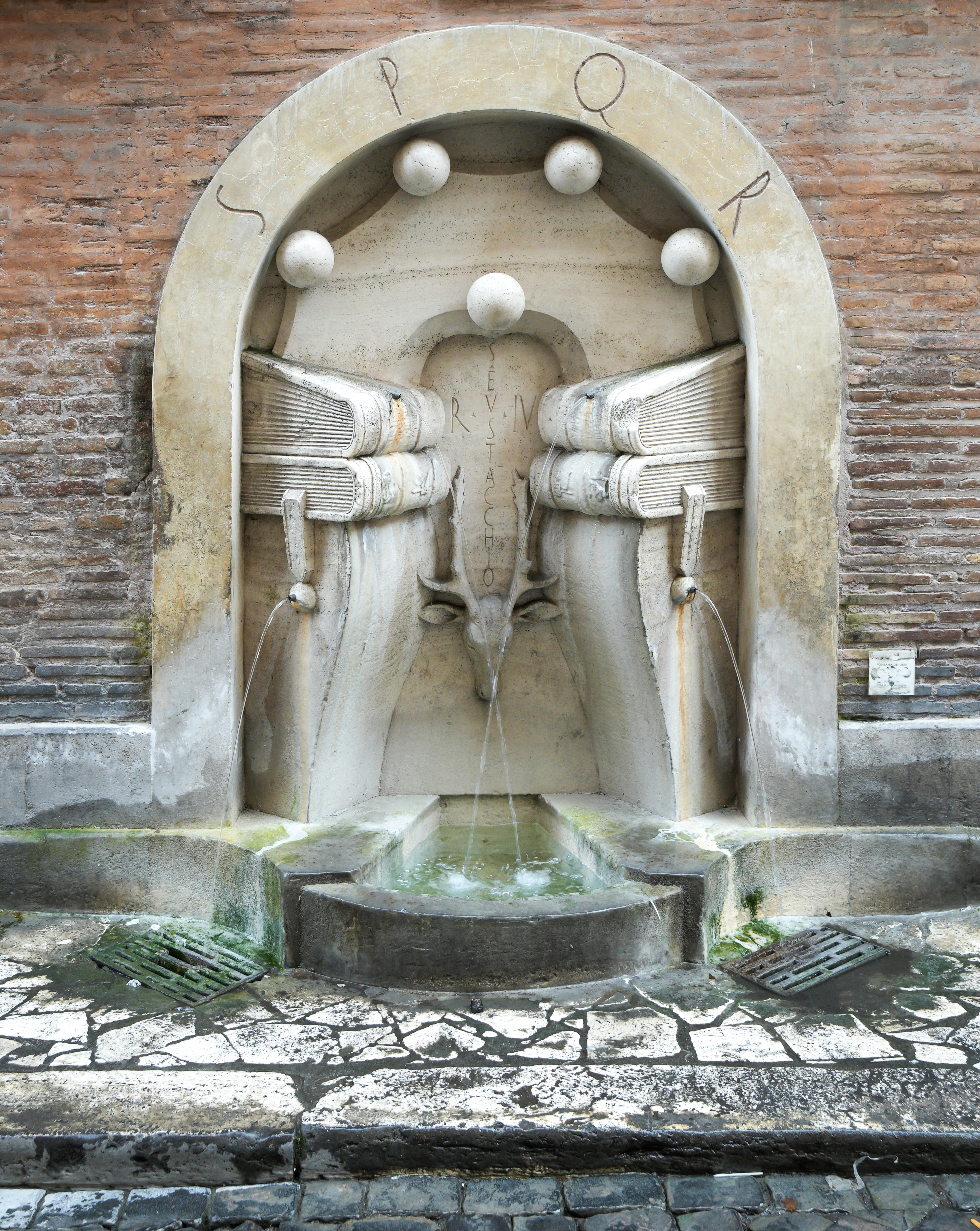
Fontana dei Libri in via degli Staderari, R. VIII Sant'Eustachio
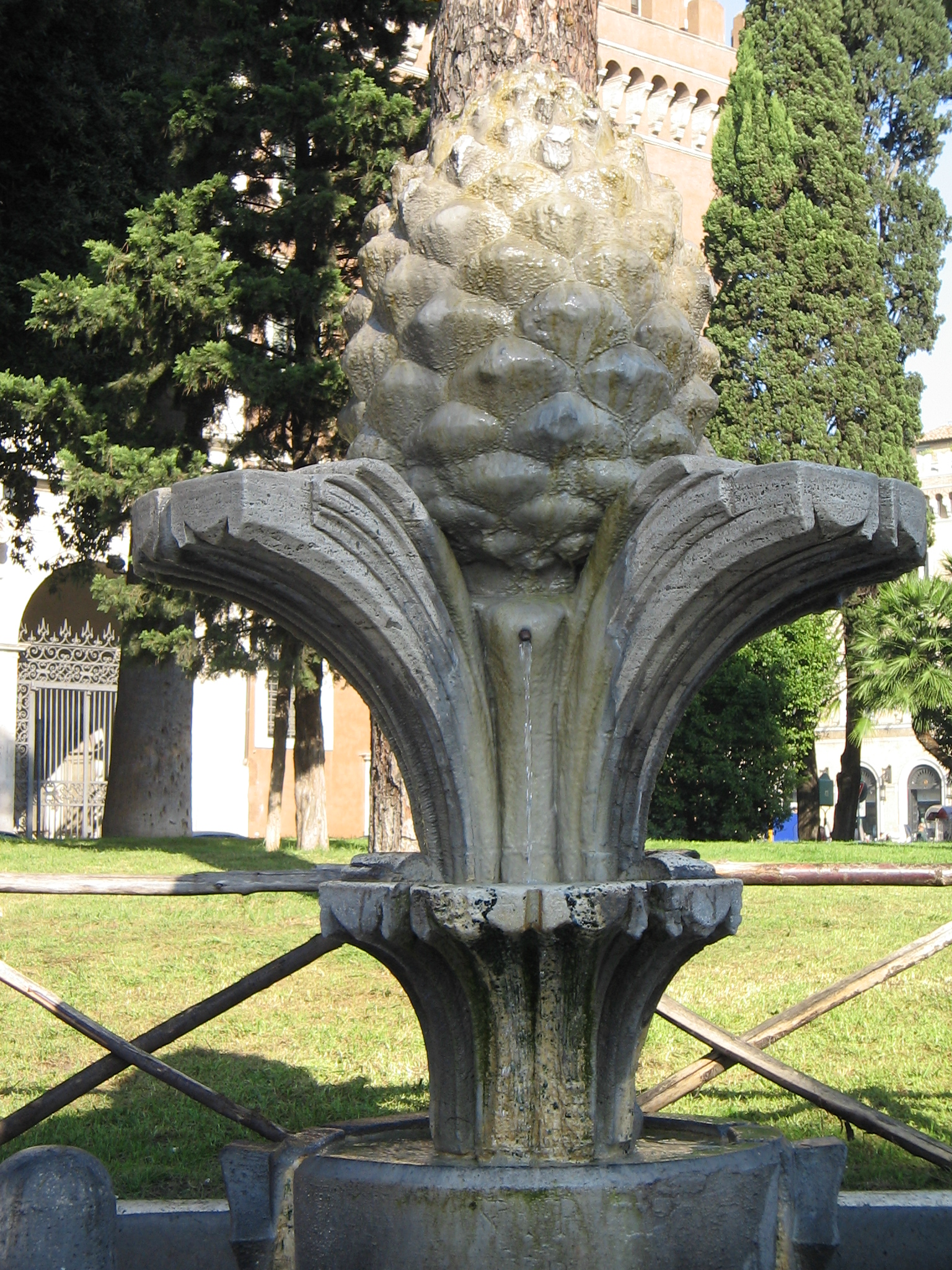
Fontana della Pigna in piazza di San Marco, R. IX Pigna
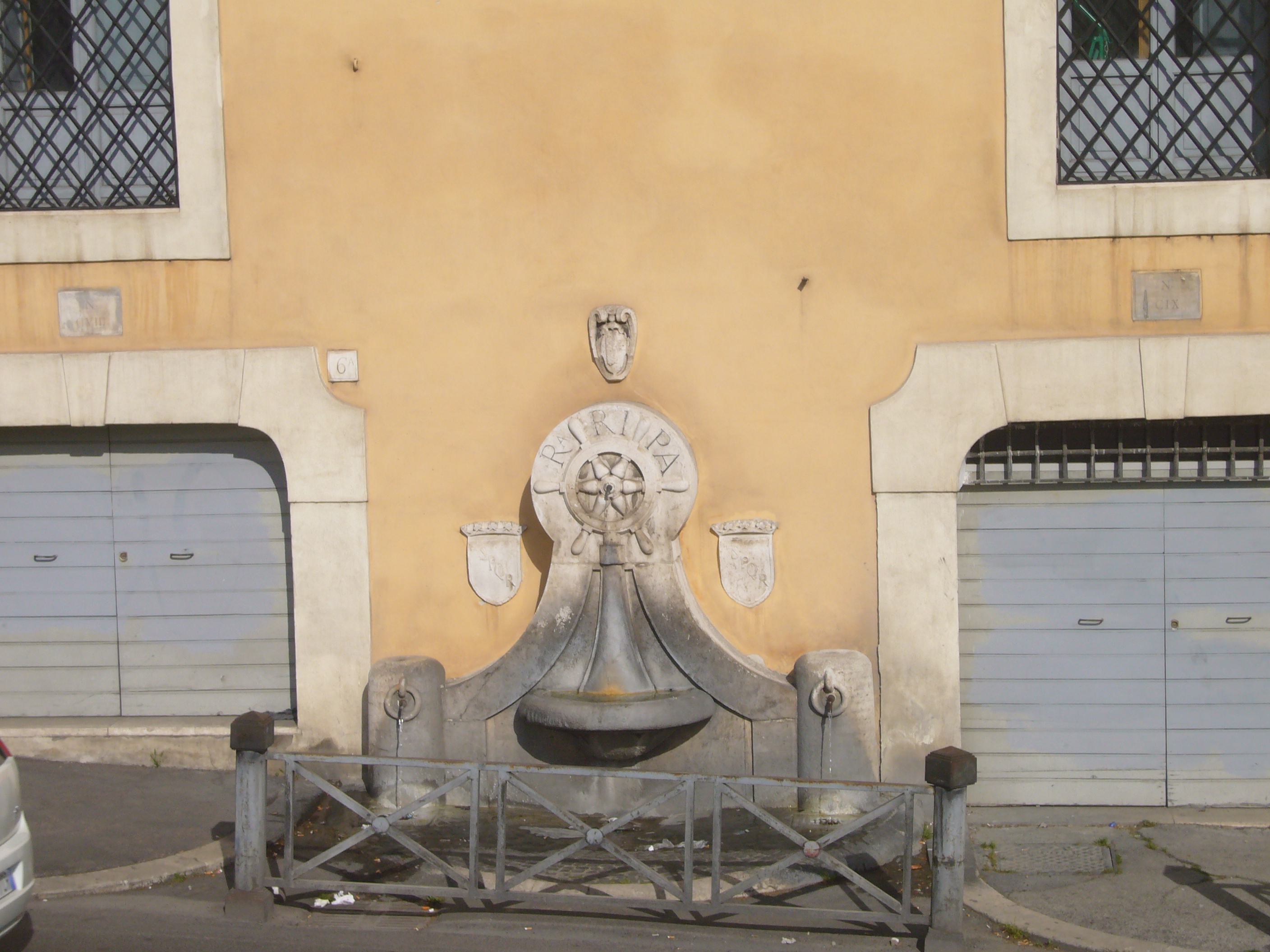
Fontana del Timone in lungotevere Ripa, R. XII Ripa
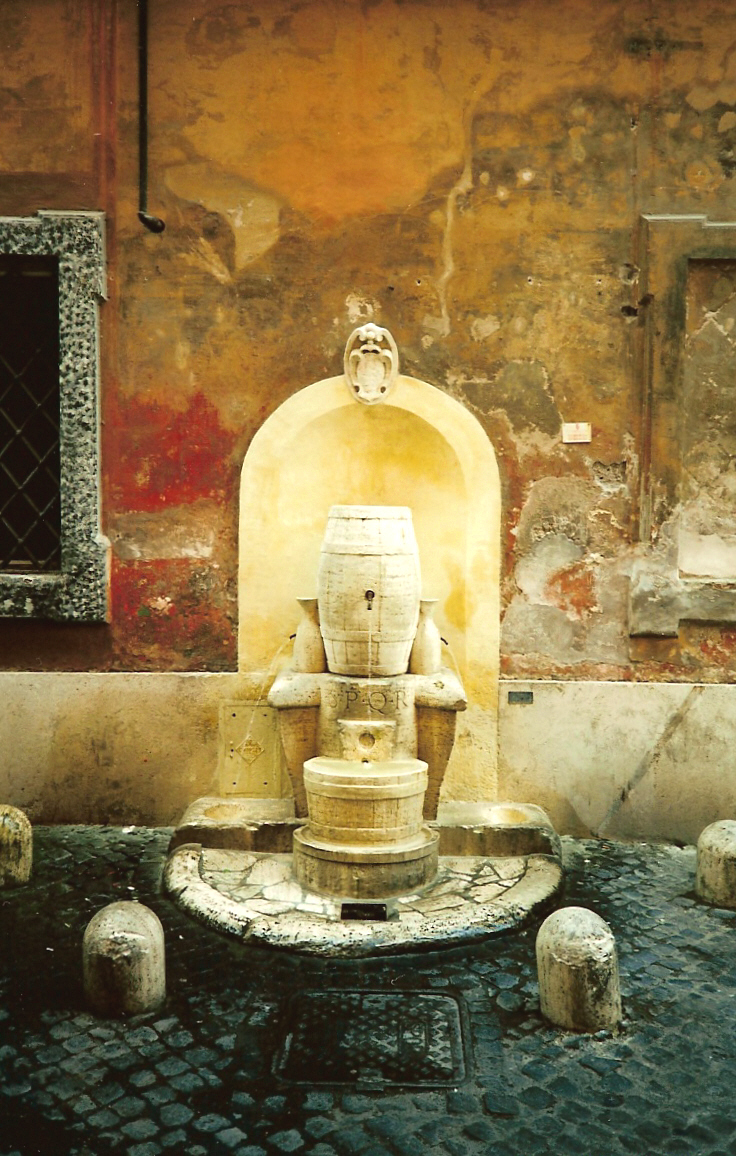
Fontana della Botte in via della Cisterna, R. XIII Trastevere
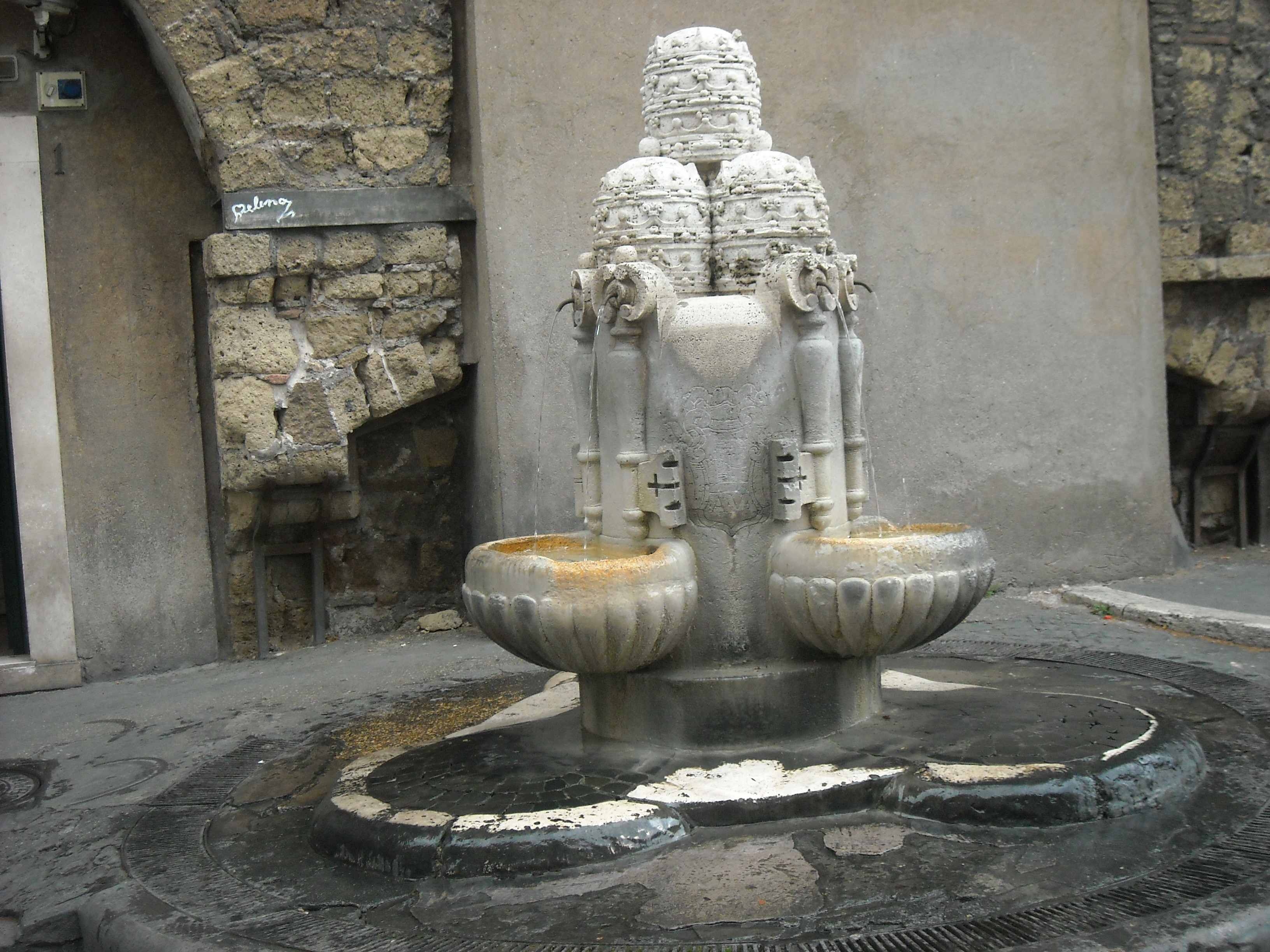
Fontana delle Tiare in largo del Colonnato, R. XIV Borgo
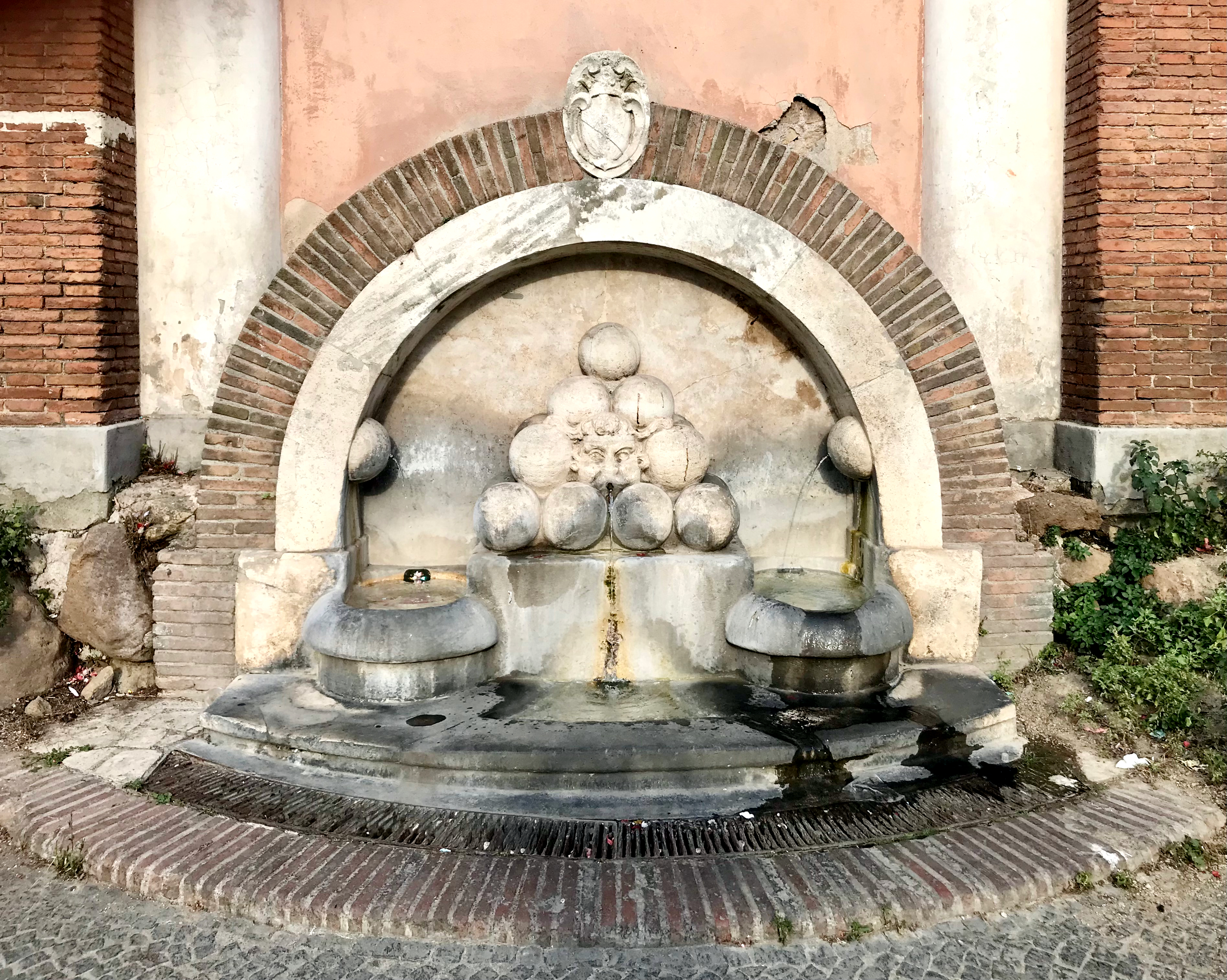
Fontana delle Palle di cannone in via di Porta Castello, R. XIV Borgo
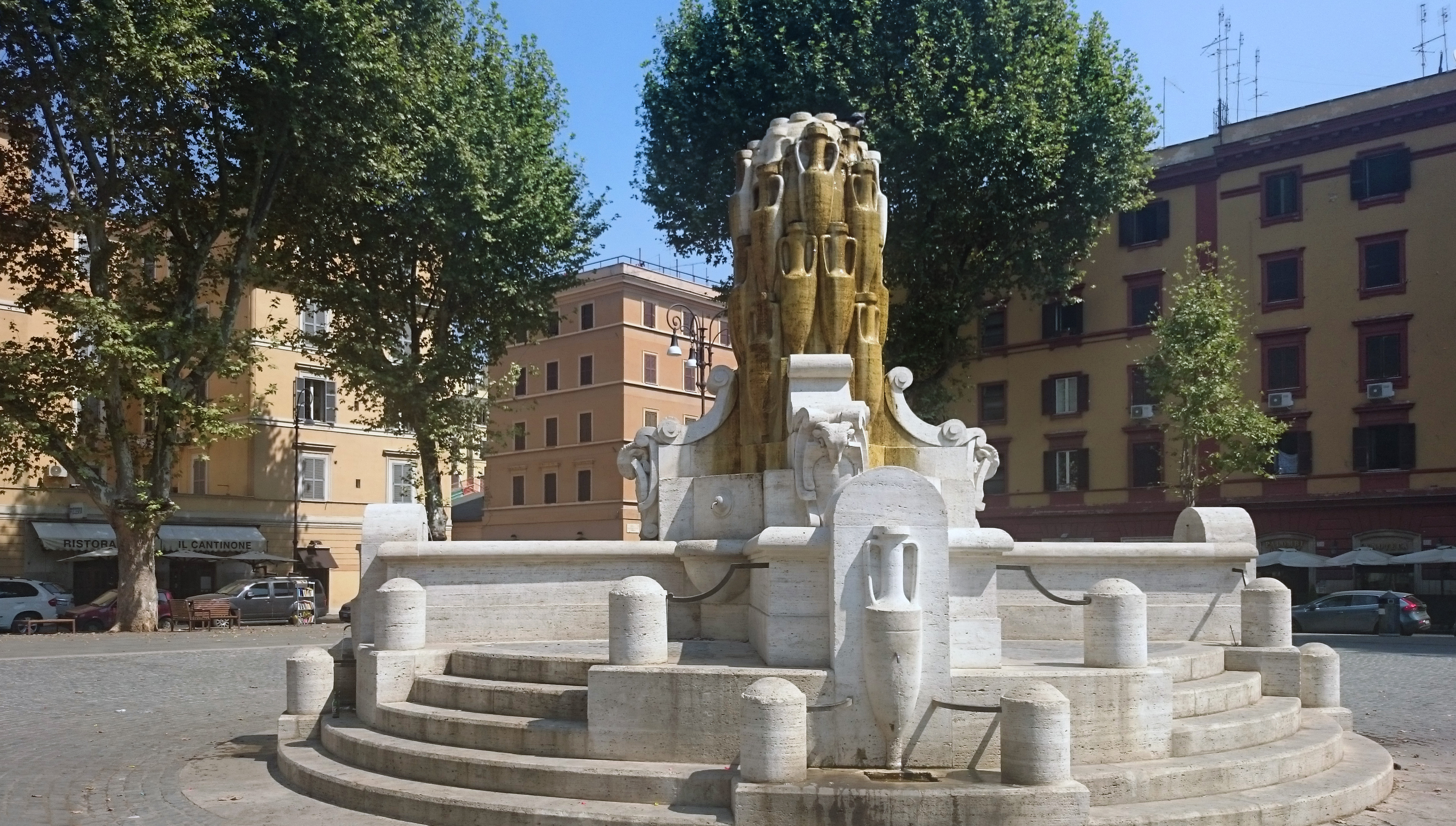
Fontana delle Anfore in piazza Testaccio, R. XX Testaccio

## Filmografia
- La Fontanella dalle 10 Cannelle (2000), documentario sulle fontanelle rionali di Roma. Regia di Daniele Aristarco e Gianfilippo Guadagno